# Algarve Cup 2019
L'Algarve Cup 2019 è stata la ventiseiesima edizione dell'Algarve Cup, torneo a invito riservato a nazionali di calcio femminile, che si è svolta in Portogallo dal 27 febbraio al 6 marzo 2019. Il torneo è stato vinto dalla Norvegia per la quinta volta nella sua storia.
L'edizione ripropone la formula a dodici squadre della precedente, con nessuna nazionale all'esordio mentre sono due quelle a vantare più presenze, la Danimarca e il Portogallo, 26 ovvero in tutte le edizioni disputate, e sono sei quelle che hanno vinto almeno un'edizione, Canada (1), Cina (2), Norvegia (4), Paesi Bassi (1), Spagna (1) e Svezia (4), con Paesi Bassi e Svezia che difendono il titolo congiunto del 2018 per impossibilità di disputare la finale per maltempo.

## Formato
L'edizione 2019 abbandona il formato della precedente, mantenendo la quantità delle nazionali invitate, dodici, ma divise in quattro gironi all'italiana contro i tre dell'edizione 2018.
Nuovamente vengono concessi tre punti per la vittoria, uno per il pareggio e zero per la sconfitta. In caso di parità di punti, venivano considerati gli scontri diretti, la differenza reti e i gol fatti.

## Stadi
| Stadio                          | Città                      | Capacità |
| ------------------------------- | -------------------------- | -------- |
| Stadio municipale               | Albufeira                  |          |
| Stadio municipale di Bela Vista | Parchal, Lagoa             |          |
| Estádio Algarve                 | Faro                       | 30 305   |
| Stadio municipale               | Lagos                      |          |
| VRS António Sports Complex      | Vila Real de Santo António |          |

## Nazionali partecipanti
| Squadra     | FIFA/Coca-Cola Women's World Ranking (7 dicembre 2018). |
| ----------- | ------------------------------------------------------- |
| Canada      | 5                                                       |
| Paesi Bassi | 7                                                       |
| Svezia      | 9                                                       |
| Spagna      | 12                                                      |
| Norvegia    | 13                                                      |
| Cina        | 15                                                      |
| Danimarca   | 17                                                      |
| Svizzera    | 18                                                      |
| Scozia      | 20                                                      |
| Islanda     | 22                                                      |
| Portogallo  | 32                                                      |
| Polonia     | 34                                                      |

## Fase a gironi

### Gruppo A
| Pos. | Squadra | Pt | G | V | N | P | GF | GS | DR |
| ---- | ------- | -- | - | - | - | - | -- | -- | -- |
| 1.   | Canada  | 4  | 2 | 1 | 1 | 0 | 1  | 0  | +1 |
| 2.   | Scozia  | 3  | 2 | 1 | 0 | 1 | 4  | 2  | +2 |
| 3.   | Islanda | 1  | 2 | 0 | 1 | 1 | 1  | 4  | -3 |

| Parchal 27 febbraio 2019, ore 13:15 UTC+0 | Canada | 0 – 0 referto | Islanda | Stadio municipale di Bela Vista |

| Lagos 1º marzo 2019, ore 13:15 UTC+0                  | Scozia    | 0 – 1 referto       | Canada | Stadio municipale |
| \| \| \| \| \| \| Marcatori \| 81’ (rig.) Sinclair \| |           |                     |        |                   |
|                                                       |           |                     |        |                   |
|                                                       | Marcatori | 81’ (rig.) Sinclair |        |                   |

| Parchal 4 marzo 2019, ore 14:00 UTC+0                                                      | Islanda   | 1 – 4 referto                          | Scozia | Stadio municipale di Bela Vista |
| \| \| \| \| \| Gunnarsdóttir 57’ \| Marcatori \| 13’, 66’ Arnot 32’ Cuthbert 55’ Little \| |           |                                        |        |                                 |
|                                                                                            |           |                                        |        |                                 |
| Gunnarsdóttir 57’                                                                          | Marcatori | 13’, 66’ Arnot 32’ Cuthbert 55’ Little |        |                                 |

### Gruppo B
| Pos. | Squadra     | Pt | G | V | N | P | GF | GS | DR |
| ---- | ----------- | -- | - | - | - | - | -- | -- | -- |
| 1.   | Polonia     | 6  | 2 | 2 | 0 | 0 | 4  | 0  | +4 |
| 2.   | Spagna      | 3  | 2 | 1 | 0 | 1 | 2  | 3  | -1 |
| 3.   | Paesi Bassi | 0  | 2 | 0 | 0 | 2 | 0  | 3  | -3 |

| Parchal 27 febbraio 2019, ore 17:15 UTC+0          | Spagna    | 2 – 0 referto | Paesi Bassi | Stadio municipale di Bela Vista |
| \| \| \| \| \| Hermoso 20’, 62’ \| Marcatori \| \| |           |               |             |                                 |
|                                                    |           |               |             |                                 |
| Hermoso 20’, 62’                                   | Marcatori |               |             |                                 |

| Lagos 1º marzo 2019, ore 16:45 UTC+0                                      | Polonia   | 3 – 0 referto | Spagna | Stadio municipale |
| \| \| \| \| \| Dudek 25’ Balcerzak 34’ Zawistowska 49’ \| Marcatori \| \| |           |               |        |                   |
|                                                                           |           |               |        |                   |
| Dudek 25’ Balcerzak 34’ Zawistowska 49’                                   | Marcatori |               |        |                   |

| Parchal 4 marzo 2019, ore 17:30 UTC+0        | Paesi Bassi | 0 – 1      | Polonia | Stadio municipale di Bela Vista |
| \| \| \| \| \| \| Marcatori \| 42’ Winczo \| |             |            |         |                                 |
|                                              |             |            |         |                                 |
|                                              | Marcatori   | 42’ Winczo |         |                                 |

### Gruppo C
| Pos. | Squadra   | Pt | G | V | N | P | GF | GS | DR |
| ---- | --------- | -- | - | - | - | - | -- | -- | -- |
| 1.   | Norvegia  | 6  | 2 | 2 | 0 | 0 | 5  | 2  | +3 |
| 2.   | Danimarca | 3  | 2 | 1 | 0 | 1 | 2  | 2  | 0  |
| 3.   | Cina      | 0  | 2 | 0 | 0 | 2 | 1  | 4  | -3 |

| Faro 27 febbraio 2019, ore 13:15 UTC+0                            | Norvegia  | 2 – 1 referto | Danimarca | Estádio Algarve |
| \| \| \| \| \| Åsland 77’ Utland 90’ \| Marcatori \| 17’ Nadim \| |           |               |           |                 |
|                                                                   |           |               |           |                 |
| Åsland 77’ Utland 90’                                             | Marcatori | 17’ Nadim     |           |                 |

| Albufeira 1º marzo 2019, ore 13:15 UTC+0                                          | Cina      | 1 – 3 referto                          | Norvegia | Stadio municipale |
| \| \| \| \| \| Wang 90’ \| Marcatori \| 9’ Herlovsen 31’ (aut.) Wang 42’ Haavi \| |           |                                        |          |                   |
|                                                                                   |           |                                        |          |                   |
| Wang 90’                                                                          | Marcatori | 9’ Herlovsen 31’ (aut.) Wang 42’ Haavi |          |                   |

| Vila Real de Santo António 4 marzo 2019, ore 13:15 UTC+0 | Danimarca | 1 – 0 | Cina | VRS António Sports Complex |
| \| \| \| \| \| Harder 60’ (rig.) \| Marcatori \| \|      |           |       |      |                            |
|                                                          |           |       |      |                            |
| Harder 60’ (rig.)                                        | Marcatori |       |      |                            |

### Gruppo D
| Pos. | Squadra    | Pt | G | V | N | P | GF | GS | DR |
| ---- | ---------- | -- | - | - | - | - | -- | -- | -- |
| 1.   | Svezia     | 3  | 2 | 1 | 0 | 1 | 5  | 3  | +2 |
| 2.   | Portogallo | 3  | 2 | 1 | 0 | 1 | 3  | 4  | -1 |
| 3.   | Svizzera   | 3  | 2 | 1 | 0 | 1 | 4  | 5  | -1 |

| Faro 27 febbraio 2019, ore 16:45 UTC+0                                              | Svezia    | 4 – 1 referto    | Svizzera | Estádio Algarve |
| \| \| \| \| \| Larsson 7’, 34’, 66’ Asllani 62’ \| Marcatori \| 26’ Crnogorčević \| |           |                  |          |                 |
|                                                                                     |           |                  |          |                 |
| Larsson 7’, 34’, 66’ Asllani 62’                                                    | Marcatori | 26’ Crnogorčević |          |                 |

| Albufeira 1º marzo 2019, ore 16:45 UTC+0                             | Portogallo | 2 – 1 referto | Svezia | Stadio municipale |
| \| \| \| \| \| Do. Silva 71’ Neto 90+3’ \| Marcatori \| 68’ Björn \| |            |               |        |                   |
|                                                                      |            |               |        |                   |
| Do. Silva 71’ Neto 90+3’                                             | Marcatori  | 68’ Björn     |        |                   |

| Vila Real de Santo António 4 marzo 2019, ore 16:45 UTC+0                           | Svizzera  | 3 – 1 referto | Portogallo | VRS António Sports Complex |
| \| \| \| \| \| Crnogorčević 60’ Kiwic 66’ Müller 86’ \| Marcatori \| 27’ Norton \| |           |               |            |                            |
|                                                                                    |           |               |            |                            |
| Crnogorčević 60’ Kiwic 66’ Müller 86’                                              | Marcatori | 27’ Norton    |            |                            |

## Incontri per i piazzamenti
Tutti gli orari sono in ora locale (UTC+0)

### 11º posto
| Albufeira 6 marzo 2019, ore 17:15 UTC+0 | Cina                 | 1 – 1 (d.t.s.) referto                           | Paesi Bassi | Stadio municipale |
| \| \| \| \| \| Yao 50’ \| Marcatori \| 45’ Miedema \| \| Zhang Yao Li Wu \| Tiri di rigore 2 – 4 \| Van de Donk Van Dongen Bloodworth Spitse Miedema \| |                      |                                                  |             |                   |
| |                      |                                                  |             |                   |
| Yao 50’ | Marcatori            | 45’ Miedema                                      |             |                   |
| Zhang Yao Li Wu | Tiri di rigore 2 – 4 | Van de Donk Van Dongen Bloodworth Spitse Miedema |             |                   |

### 9º posto
| Parchal 6 marzo 2019, ore 14:30 UTC+0                                                                              | Portogallo | 1 – 4 referto                                                         | Islanda | Stadio municipale di Bela Vista |
| \| \| \| \| \| Mendes 88’ \| Marcatori \| 2’ Albertsdóttir 37’ Magnúsdóttir 89’ Viðarsdóttir 90’ Guðmundsdóttir \| |            |                                                                       |         |                                 |
| |            |                                                                       |         |                                 |
| Mendes 88’ | Marcatori  | 2’ Albertsdóttir 37’ Magnúsdóttir 89’ Viðarsdóttir 90’ Guðmundsdóttir |         |                                 |

### 7º posto
| Albufeira 6 marzo 2019, ore 13:15 UTC+0                          | Svizzera  | 0 – 2 referto                  | Spagna | Stadio municipale |
| \| \| \| \| \| \| Marcatori \| 21’ Hermoso 63’ (aut.) Ismaili \| |           |                                |        |                   |
|                                                                  |           |                                |        |                   |
|                                                                  | Marcatori | 21’ Hermoso 63’ (aut.) Ismaili |        |                   |

### 5º posto
| Faro 6 marzo 2019, ore 13:15 UTC+0         | Scozia    | 1 – 0 referto | Danimarca | Estádio Algarve |
| \| \| \| \| \| Ross 34’ \| Marcatori \| \| |           |               |           |                 |
|                                            |           |               |           |                 |
| Ross 34’                                   | Marcatori |               |           |                 |

### 3º posto
| Faro 6 marzo 2019, ore 17:00 UTC+0 | Canada               | 0 – 0 (d.t.s.) referto                                  | Svezia | Estádio Algarve |
| \| \| \| \| \| Schmidt Sinclair Rose Lawrence Beckie Buchanan Fleming \| Tiri di rigore 6 – 5 \| Anvegård Sembrant Björn Larsson Jakobsson Eriksson Glas \| |                      |                                                         |        |                 |
| |                      |                                                         |        |                 |
| Schmidt Sinclair Rose Lawrence Beckie Buchanan Fleming | Tiri di rigore 6 – 5 | Anvegård Sembrant Björn Larsson Jakobsson Eriksson Glas |        |                 |

### Finale
| Parchal 6 marzo 2019, ore 18:00 UTC+0                                       | Polonia   | 0 – 3 referto                             | Norvegia | Stadio municipale di Bela Vista |
| \| \| \| \| \| \| Marcatori \| 24’ Herlovsen 65’ Graham Hansen 74’ Sævik \| |           |                                           |          |                                 |
|                                                                             |           |                                           |          |                                 |
|                                                                             | Marcatori | 24’ Herlovsen 65’ Graham Hansen 74’ Sævik |          |                                 |

## Classifica finale
| Posizione | Squadra     |
| --------- | ----------- |
| 1         | Norvegia    |
| 2         | Polonia     |
| 3         | Canada      |
| 4         | Svezia      |
| 5         | Scozia      |
| 6         | Danimarca   |
| 7         | Spagna      |
| 8         | Svizzera    |
| 9         | Islanda     |
| 10        | Portogallo  |
| 11        | Paesi Bassi |
| 12        | Cina        |

## Statistiche

### Classifica marcatrici
3 reti
- Jennifer Hermoso
- Mimmi Larsson

2 reti
- Isabell Herlovsen
- Elizabeth Arnot
- Ana-Maria Crnogorčević

1 rete
- Christine Sinclair
- Wang Shanshan
- Yao Wei
- Pernille Harder
- Nadia Nadim
- Agla María Albertsdóttir
- Svava Rós Guðmundsdóttir
- Sara Björk Gunnarsdóttir
- Selma Sól Magnúsdóttir
- Margrét Lára Viðarsdóttir
- Therese Sessy Åsland

- Caroline Graham Hansen
- Emilie Haavi
- Karina Sævik
- Lisa-Marie Karlseng Utland
- Vivianne Miedema
- Patrycja Balcerzak
- Paulina Dudek
- Agnieszka Winczo
- Weronika Zawistowska
- Mónica Mendes

- Cláudia Neto
- Andreia Norton
- Dolores Silva
- Erin Cuthbert
- Kim Little
- Jane Ross
- Kosovare Asllani
- Nathalie Björn
- Rahel Kiwic
- Melanie Müller

1 autorete
- Wang Shanshan (1 pro Norvegia)
- Florijana Ismaili (1 pro Spagna)